# 備中高梁站
備中高梁站（日语：／ Bitchū-Takahashi eki */?）是位於岡山縣高梁市旭町，西日本旅客鐵道（JR西日本）的伯備線車站。車站編號為「JR-V12」。

## 概要
此站是高梁市的代表車站。此站以北區間大部分為單線鐵路區間，以南為雙線鐵路區間。約半數從岡山方向的普通列車在此站折返。在2020年(令和2年)3月14日時間表修正中，部分於此站折返的普通列車以總社站為終點站。
所有特急「八雲」均停站。曾經臥鋪特急「日出出雲」通過此站，在2015年（平成27年）3月14日時間表修正後開始停站。
JR九州車站可以使用「ICOCA」IC卡，以及可以與ICOCA互相使用的交通系IC卡；此站為ICOCA「岡山、福山地區」的北端，自此站以南區間均設有可支援自動閘機，以及可支援ICOCA定期票。在此站以北為ICOCA「松江、米子、伯備地區」，在新見站等特急停車站中，設有ICOCA專用簡易閘機。
事務管號碼為▲640402。
尽管在日本內只有一个名為「高梁」的車站，没有其他汉字相同的车站，由於存在相同日语发音的「高橋站」（佐世保線），因此此站冠上了舊國名。

## 歷史

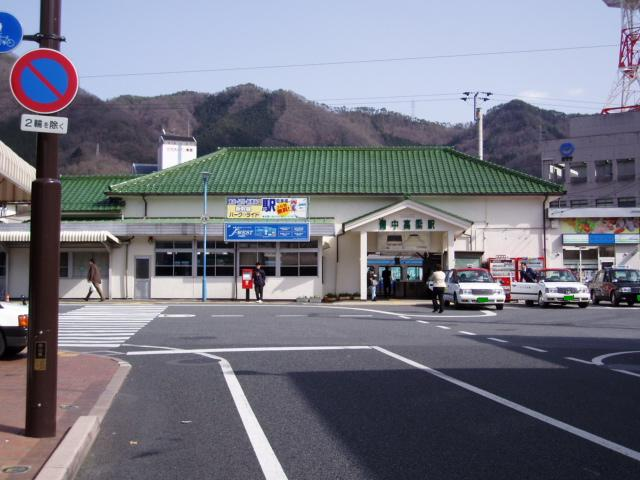
前車站大樓（2006年3月31日）

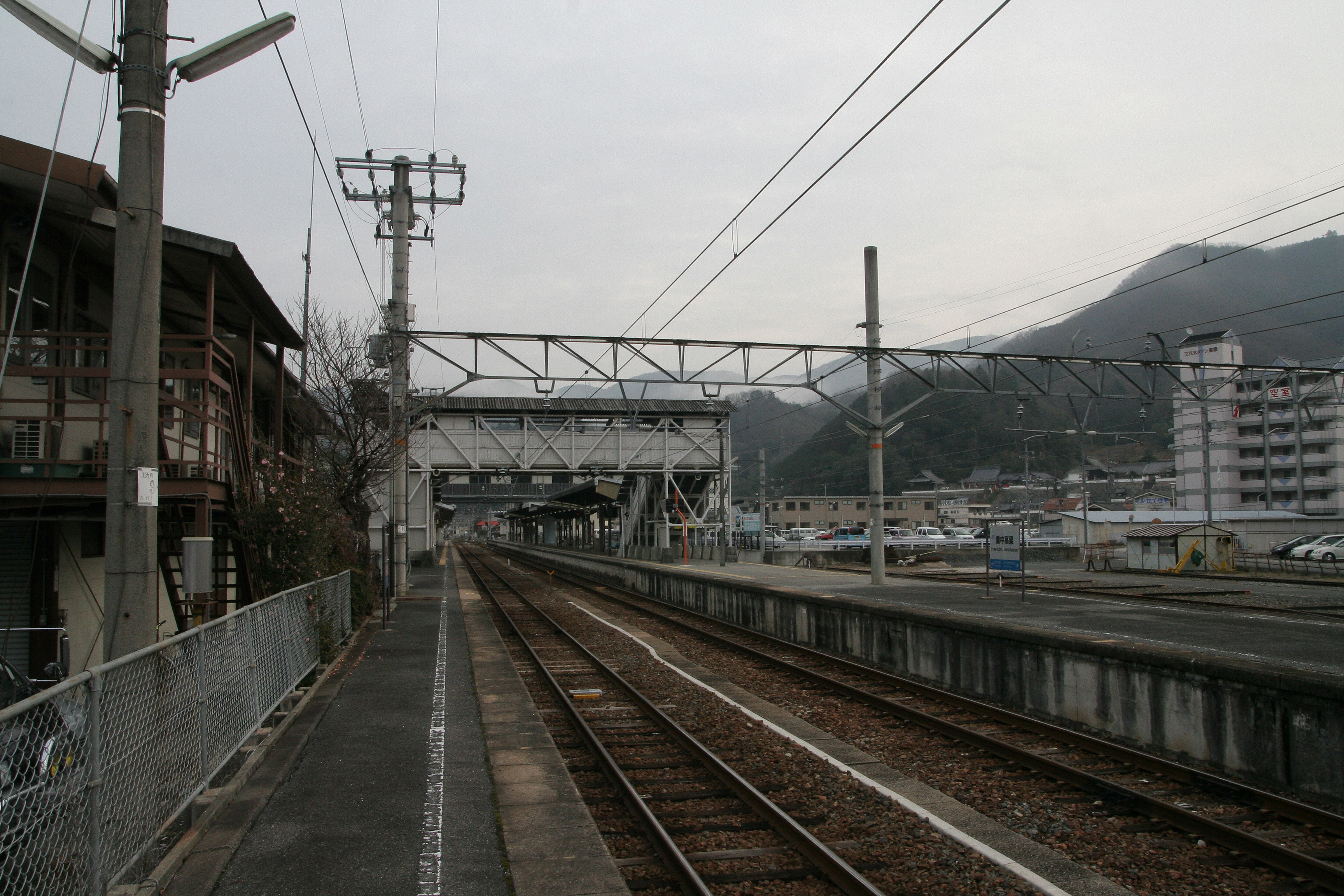
前車站大樓時代的月台（2009年1月9日）

- 1926年（大正15年）6月20日 - 伯備南線美袋站至木野山站之間開業，此站啟用。
- 1928年（昭和3年）10月25日 - 伯備南線備中川面站至此站開業，成為中途站。
- 1987年（昭和62年）4月1日 - 伴隨國鐵分割民營化，車站由西日本旅客鐵道（JR西日本）營運。
- 2004年（平成16年）- 東西公眾通道啟用。
- 2007年（平成19年）
  - 7月8日 - 引入可接受ICOCA的自動閘機。
  - 9月1日 - 此站可以使用ICOCA。
- 2013年（平成25年）12月 -  東西公眾通道上開始建設跨站式站房。
- 2015年（平成27年）
  - 3月14日 - 隨著時間表修正，成為臥鋪特急日出出雲停車站。
  - 4月11日 - 新車站大樓落成啟用。舊車站大樓終止使用，並開始拆毀。
  - 4月29日 - 舉行新車站大樓的落成典禮。
  - 6月1日 - 高梁巴士中心臨時遷移至東出口。
  - 9月 - 東出口廣場與都市計劃道路落成使用。
- 2016年（平成28年）4月11日 - 位於前車站大樓與接送區的西出口廣場落成使用。
- 2017年（平成29年）
  - 2月1日 - 鄰接高梁市綜合設施落成，部分商店開始營業。高梁巴士中心再遷移至綜合設施內。
  - 2月4日 - 高梁市綜合設施內的高梁市圖書館（日语：高梁市図書館）開始使用。
- 2018年（平成30年）
  - 7月7日 - 由於發生2018年7月西日本豪雨，此站暫停營運。
  - 8月1日 - 車站重開。

## 車站構造

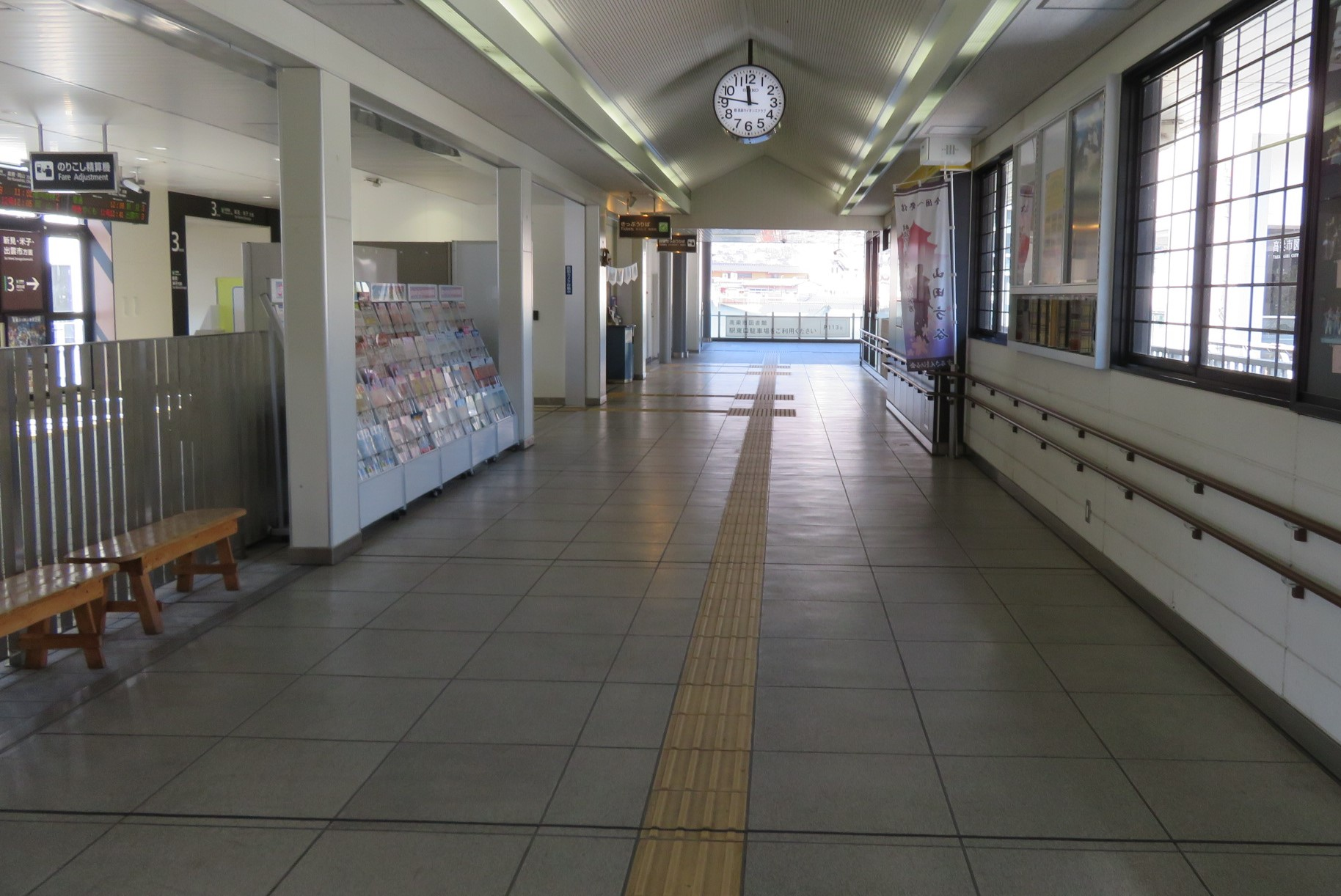
公眾通道（2019年2月24日）

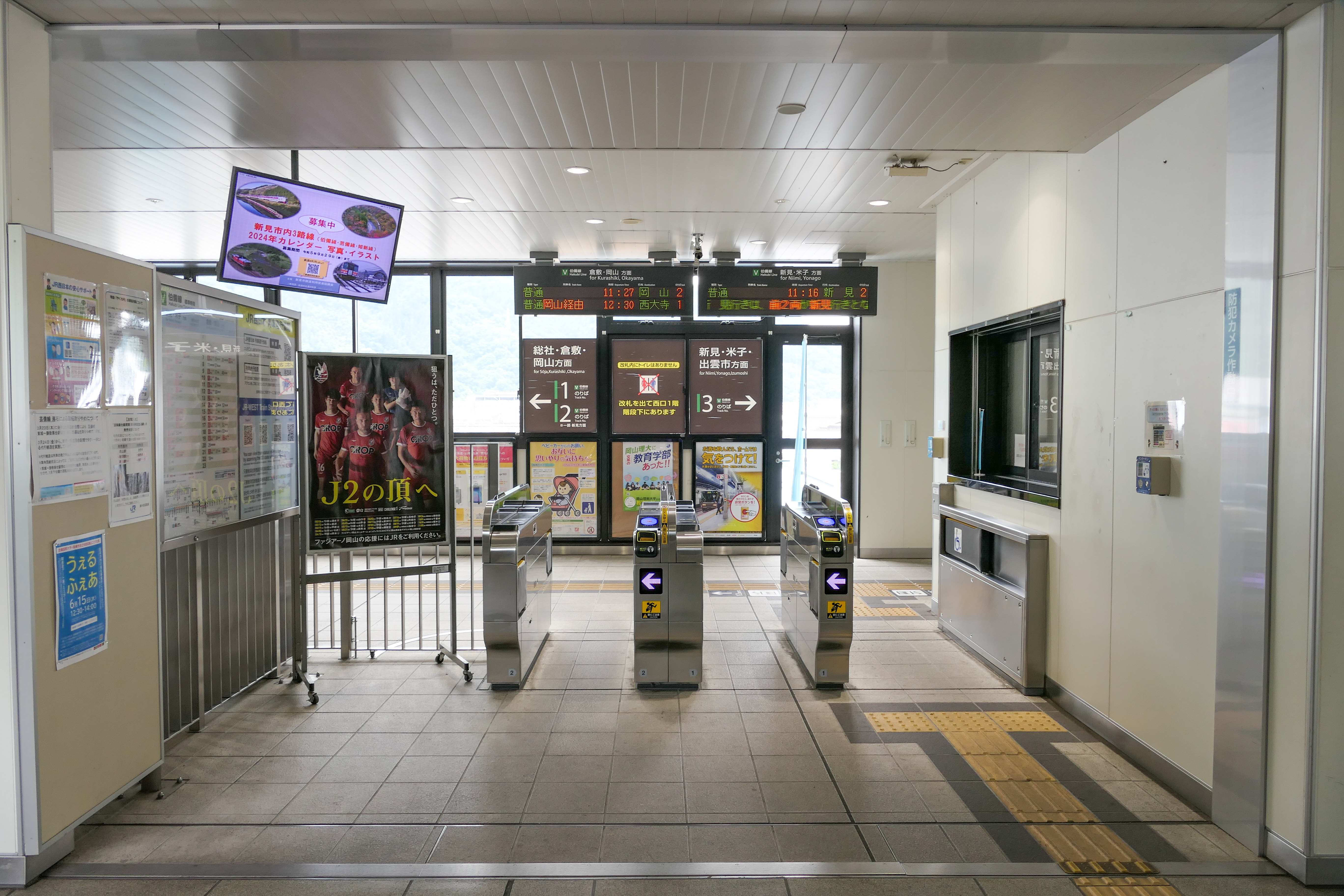
月台（2023年6月）

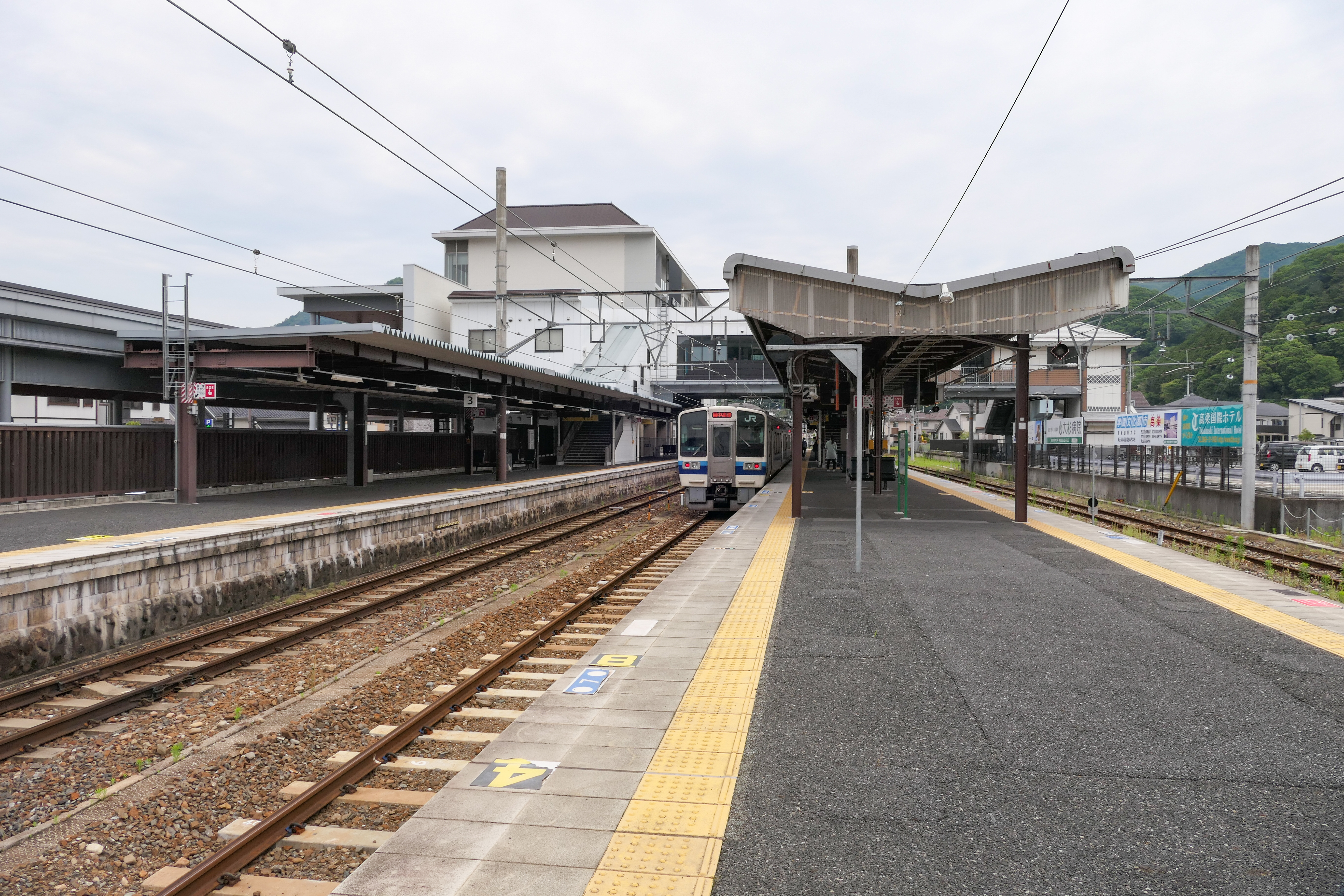
閘口（2023年6月）

車站是一座設有跨站式站房的地面車站，設有2面3線的單式、島式月台。
此站為直營車站，由新見站管理的地區車站，設有地區站長。車站內設有閘門式自動閘機，在閘外設有自動售票機（可增值IC卡）和綠色售票機。

### 車站大樓
現時的跨站式站房是來自公眾通路加建，在2015年（平成27年）4月11日開始使用。在公眾通道中央設有閘口，在西邊設有綠色窗口和售票機。
高梁市在2016年（平成28年）公開招募車站出入口的別名。後來決定東出口的別名是寺巡出口，西出口的別名為城見通出口。
各月台與車站大堂之間各設有1座升降機。公眾通道與城見通出口（西出口）和寺巡出口（東出口）各設有1座升降機，合共設有4座。各月台與車站大堂之間的升降機是在JR西日本興建新車站大樓時同時興建。使此站成為無障礙空間。
大堂與各月台之間設有LED式列車出發顯示牌。

### 月台
| 月台 | 路線   | 上下行 | 方向           | 備註            |
| ---- | ------ | ------ | -------------- | --------------- |
| 1、2 | 伯備線 | 上行   | 倉敷、岡山方向 |                 |
| 3    | 伯備線 | 下行   | 新見、米子方向 | 部分使用2號月台 |

1號月台為上行本線，3號月台為下行本線，2號月台為上下行副本線。特急「八雲」和「日出出雲」均使用1和3號月台。從此站出發前往岡山方向的普通列車，以及新見方向的普通列車等待特急通過時會使用2號月台。在前車站大樓時代，1號月台為下行本線，3號月台為上行本線，在現時車站大樓開始使用時把編號改變。同時，在否興建新車站大樓時，月台進行了提高高度工程，減少車廂地面與月台的高低差。
車站內設有留置線，也有列車夜間停泊。

## 使用狀況
以下為近年1日平均乘車人次列表：
| 乘車人次變化 | 乘車人次變化    |
| 年度         | 1日平均乘車人次 |
| ------------ | --------------- |
| 1999         | 2,775           |
| 2000         | 2,774           |
| 2001         | 2,741           |
| 2002         | 2,680           |
| 2003         | 2,730           |
| 2004         | 2,658           |
| 2005         | 2,679           |
| 2006         | 2,632           |
| 2007         | 2,505           |
| 2008         | 2,309           |
| 2009         | 2,160           |
| 2010         | 2,061           |
| 2011         | 2,059           |
| 2012         | 2,059           |
| 2013         | 2,031           |
| 2014         | 1,992           |
| 2015         | 1,966           |
| 2016         | 1,907           |
| 2017         | 1,946           |
| 2018         | 1,842           |

## 車站周邊

### 高梁市綜合設施

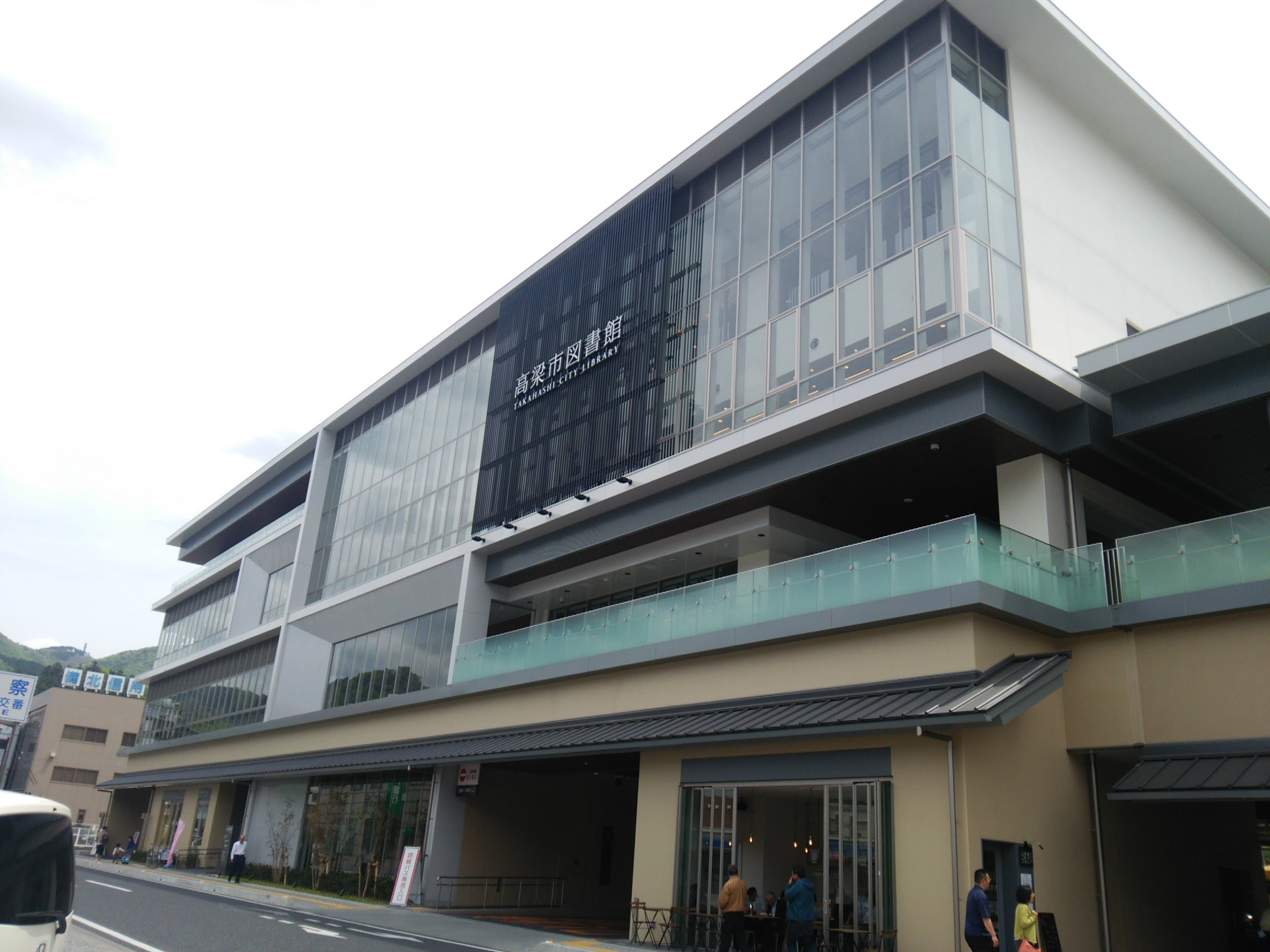
高梁市綜合設施（2017年5月3日）

高梁市綜合設施位於城見通出口（西口）旁邊，第2層設有公眾通道連接車站。在建設綜合設施前為高梁巴士中心。在2017年（平成29年）2月1日，高梁巴士中心和第1層部分店舗開幕啟用，在2月4日，高梁市圖書館和所有店舗開幕啟用。
第1層為高梁巴士中心和設有數間商店。第2層至第4層設有高梁市綜合設設和高梁市圖書館。另外，第2層設有公眾通道連接車站，也有蔦屋書店、 星巴克咖啡和高梁市觀光詢問處。
第2層～第4層
- 高梁市圖書館（日语：高梁市立図書館#高梁市図書館）

第2層
- 蔦屋書店
- 星巴克咖啡蔦屋書店 高梁市圖書館店
- 高梁市觀光詢問處

第1層
- 高梁巴士中心
- 美北旅遊
- Mama dry
- 高梁Hot Cafe
- GattoLibero
- Momi+

另外，高梁市圖書館停車場位於車站西邊與東邊兩處，東邊（站東第1、第2停車場）較多停泊數目。因此前往高梁市圖書館的道路交通標誌是引導至車站東邊。

### 城見通出口（西出口）
西出口廣場為迴旋路，設有的士等候處與接送區。在迴旋路中設置了山田方谷像。在西出口廣場建設前為舊車站大樓遺址。
在西出口周邊為高梁市中心，設有金融機構、行政機構、醫療機構等設置。沿市道以北可望見備中松山城。距離車站以北1公里，便可到達以紺屋川為中心的美觀地區。在兩岸的市道（通稱紺屋川通）被選為日本之道100選。另外，在紺屋川周邊設有石火矢町故鄉村或前邸宅、賴久寺等寺院。在該處可見城下町的歷史。在車站北邊設有備中松山藩主平時逗留的尾根小屋遺址、岡山縣立高梁高等學校、以及備中松山城山腳。在紺屋川上流的山腰設有吉備國際大學為中心的教育機構。
車站南邊設有商業設施與商店。另外，車站西邊約500米為高梁川，在對面岸設有岡山縣備中縣民局高梁地域事務所等行政機構、公共設施和學校。
當舉行備中高梁松山舞時，站前大通、西口廣場、榮町商店街會成為行人專用區。
- 高梁市政廳
- 高梁綜合福祉中心
- 岡山縣備中縣民局（日语：岡山県庁#備中県民局）高梁地域事務所
- 高梁市消防本部、消防署
- 高梁稅務署（日语：税務署）
- 岡山森林管理署高梁森林事務所
- 日本年金機構（日语：日本年金機構）高梁年金事務所
- 自衛隊岡山地方協力總部（日语：自衛隊岡山地方協力本部）高梁地域事務所
- 高梁郵局（日语：高梁郵便局）
- 晴朗之國岡山農業協同組合美北總部
- 備北信用金庫（日语：備北信用金庫）總店
- 吉備國際大學（日语：吉備国際大学）
- 順正高等看護福祉專門學校（日语：順正高等看護福祉専門学校）
- 岡山縣立高梁高等學校（日语：岡山県立高梁高等学校）
- 岡山縣高梁日新高等學校（日语：岡山県高梁日新高等学校）
- 山田方谷（日语：山田方谷）記念館
- 高梁市鄉土資料館（日语：高梁市郷土資料館）
- 賴久寺（日语：頼久寺）
- 石火矢町故鄉村（日语：石火矢町ふるさと村）
- 紺屋川美觀地區
  - 高梁基督教堂（日语：高梁基督教会堂）
- polka天満屋Happy鎮（日语：ポルカ (ショッピングセンター)）
- 國道180號（日语：国道180号）
- 國道313號（日语：国道313号）
- 岡山縣道196號高梁停車場線（日语：岡山県道196号高梁停車場線）

### 寺巡出口（東出口）

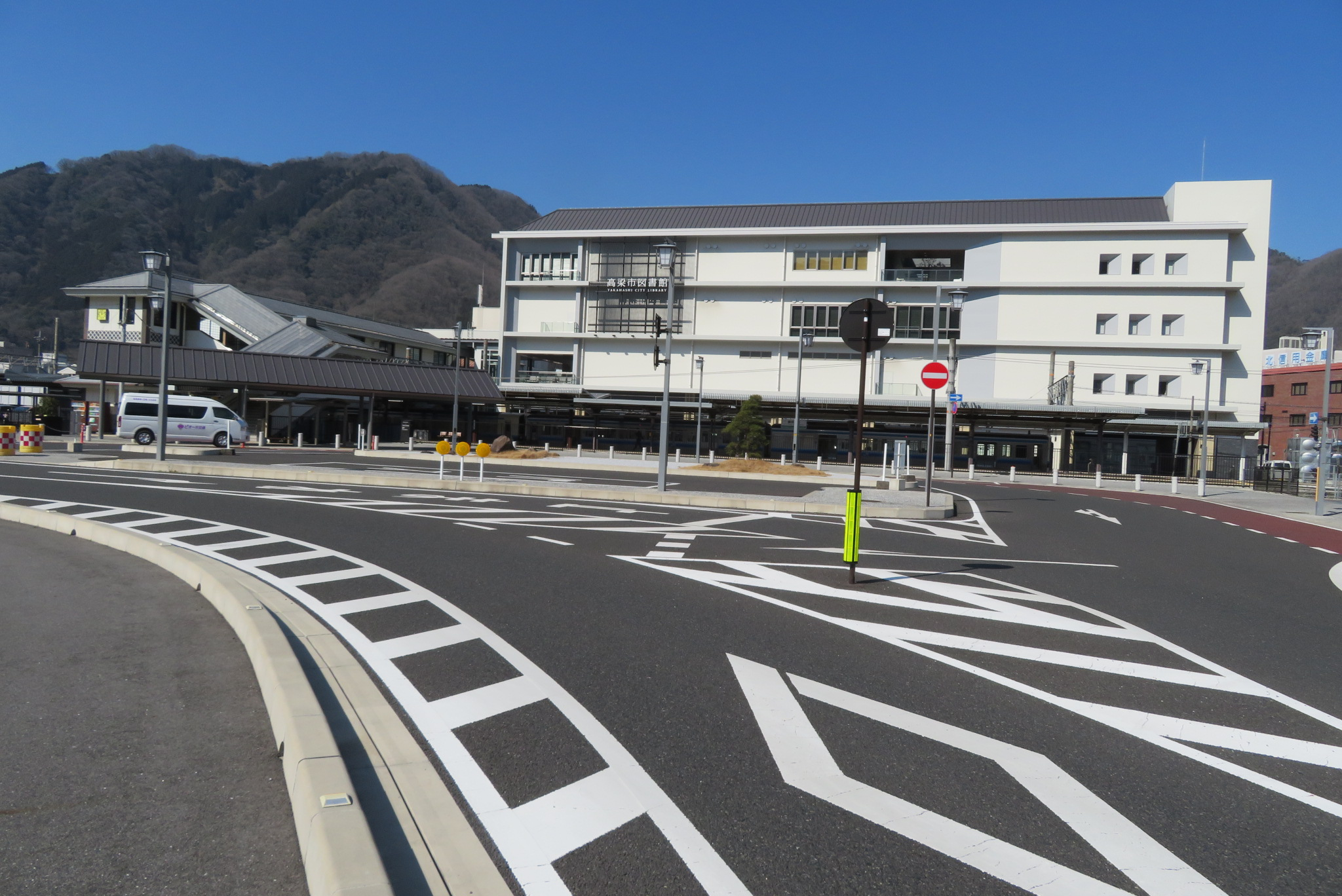
東出口廣場（2019年2月24日）

在東出口廣場中，設有可停大型巴士及接送區的迴旋路。在中央空間設有巴士站。在東出口廣場落成後，便開始發展國道484號。
東出口周邊為住宅區，在東邊的山中設有多座寺廟。在車站南邊設有岡山縣立高梁城南高等學校（在夜間為市立松山高等學校）。
- 高梁綜合文化會館
- 高梁市文化交流館・高梁市歷史美術館
- 岡山縣立高梁城南高等學校（日语：岡山県立高梁城南高等学校）·市立松山高等學校（日语：岡山県高梁市立松山高等学校）
- 松連寺（日语：松連寺）
- 藥師院（日语：薬師院 (高梁市)）
- 國道484號（日语：国道484号）

## 巴士路線
在上述提及，高梁市綜合設施第1層設有高梁巴士中心。該處設有前往高梁市內各地、真庭市（前北房町）、吉備中央町（前賀陽町）的巴士路線，也有經備中町、成羽町坂本前往新見市中心的巴士路線。
在高梁巴士中心中設有候車室與商店，均位於室內。
重建舊巴士中心
在高梁市綜合設施建成前，設有舊巴士中心。在該中心中設有小型建築物，當中設置了事務所與候車室。在室外設有旅客專用的2面6處巴士乘車處（設有上蓋），以及巴士等待處。
在2015年（平成27年）6月1日，巴士中心臨時遷移至寺巡出口（東出口）前，以便重建巴士中心（部分班次改停城見通出口（西出口）前）。在東出口廣場完成後，巴士開始停東出口迴旋路。在2017年（平成29年）2月1日，隨著高梁市綜合設施落成，巴士路線再次遷至該設施內。

### 巴士路線、直通巴士
所有巴士路線由備北巴士營運。
| 乘車處        | 途經、目的地                                                                         | 備註                                 |
| ------------- | ------------------------------------------------------------------------------------ | ------------------------------------ |
| 1・2・3       | 備中縣民局、youme Town、高梁松風寮、成羽                                             |                                      |
| 1・2・3       | youme Town、成羽、川上巴士中心                                                       |                                      |
| 1・2・3       | youme Town、成羽、古町、川上巴士中心、地頭                                           | 一部川上バスセンターで坂本行へ接続   |
| 1・2・3       | youme Town、成羽、古町、川上巴士中心、黑鳥、田原、平和之里、平川                     |                                      |
| 1・2・3       | youme Town、成羽、川上巴士中心、黑鳥、平和之里、田原、坂本（高梁市成羽町）           |                                      |
| 1・2・3       | youme Town、成羽、川上巴士中心、黑鳥、平和之里、田原、坂本（高梁市成羽町）、新見站   |                                      |
| 1・2・3       | 出口、宮瀨口、六名口、祇園口、丸岩                                                   |                                      |
| 1・2・3       | 出口、宮瀨口、六名口、祇園口、丸岩、八石、川面站                                     |                                      |
| 1・2・3       | 出口、宮瀨口、鹽坪、呰部                                                             |                                      |
| 1・2・3       | 出口、宮瀨口、鹽坪、呰部、水田下町                                                   |                                      |
| 1・2・3       | 出口、宮瀨口、鹽坪、有漢市場、有漢地域局、川關口、有漢交流道                         |                                      |
| 1・2・3       | 出口、宮瀨口、鹽坪、有漢市場、有漢地域局、川關口、有漢交流道、金倉                   | 部分班次在宮瀨口可轉乘巴士前往丸岩   |
| 1・2・3       | 出口、新町、神原（吉備中央町）、吉備高原都市（康復中心、吉備廣場）                   |                                      |
| 1・2・3       | 出口、新町、神原（吉備中央町）、吉備高原都市（康復中心、吉備廣場）、吉川             |                                      |
| 1・2・3       | 川面站、元仲田邸前、宇治高校前、穴田                                                 |                                      |
| 1・2・3       | 川面站、元仲田邸前、吹屋                                                             |                                      |
| 1・2・3       | 八長、大瀨、川面站、方谷站、花木、西方、津津、追田下、山際                           |                                      |
| 1・2・3       | 高梁中學前、神原宮之前（高梁市松原町）、三本松、陣山                                 |                                      |
| 1・2・3       | 高梁中學前、youme Town、高梁松風寮、神原宮之前（高梁市松原町）、三本松、圓福寺、陣山 |                                      |
| 1・2・3       | 楢井、一之瀨、坂本（吉備中央町）、大和郵局前                                         |                                      |
| 1・2・3       | 楢井、一之瀨、坂本（吉備中央町）、大和郵局前、東村                                   |                                      |
| 1             | 直通至城見橋公園                                                                     | 季節性運行，以及星期六、日及假日服務 |
| 2 （部分為3） | 市內循環（大杉醫院、賴久寺口、吉備國際大學、武家屋敷入口、日本生命前、高梁巴士中心） |                                      |
| 2 （部分為3） | 市內循環（日本生命前、武家屋敷入口、吉備國際大學、賴久寺口、大杉醫院、高梁巴士中心） |                                      |
| 2與3之間      | Izumi youme Town穿梭巴士                                                             |                                      |

另外，地頭～岡山天滿屋線不途經高梁巴士中心。

### 生活福祉巴士
| 乘車處 | 路線名        | 目的地           | 服務日     |
| ------ | ------------- | ---------------- | ---------- |
| 1      | 川面線        | 國時             | 星期二、五 |
| 1      | 巨瀨北部線    | 袴掛             | 星期一     |
| 1      | 巨瀨中部線    | 橫田生活改善中心 | 星期二     |
| 1      | 巨瀨南部線    | 桐山             | 星期三     |
| 1      | 經中井180號線 | 中井地域市民中心 | 星期三     |
| 1      | 上野線        | 上野             | 星期五     |
| 1      | 經中井313號線 | 中井地域市民中心 | 星期一     |
| 1      | 山際線        | 山際集會所       | 星期四     |

### 備中松山城觀光乘合的士
連接站前至鞴峠。每日4往返班次，需要預約。

## 其他
- 在ICOCA使用記錄中，此站會標記為「備高梁」。

## 相鄰車站
西日本旅客鐵道
 伯備線
- 特急「八雲」停車站。
- 臥鋪特急「日出出雲」停車站。

備中廣瀨（JR-V11）－備中高梁（JR-V12）－木野山（JR-V13）

## 注腳
1. ↑  . 西日本旅客鐵道. 2014-12-19  [2014年12月19日]. （原始内容存档于2020-09-22）.
2. ↑  . 山陽新聞. 2015-03-14  [2015-03-14]. （原始内容存档于2015-03-16）.
3. 1 2  . JR出門網（西日本旅客鐵道）.   [2017-02-15]. （原始内容存档于2018-07-23）.
4. 1 2  . 西日本旅客鐵道. 2016-10-18  [2017-02-15]. （原始内容存档于2020-10-20）.
5. ↑  日本國有鐵道旅客局(1984)『鉄道・航路旅客運賃・料金算出表 昭和59年４月20日現行』。
6. 1 2 3  . 西日本旅客鐵道. 2015-03-30  [2015年4月6日]. （原始内容存档于2019-02-25）.
7. 1 2  . 山陽新聞. 2015-04-11  [2015-04-11]. （原始内容存档于2015-04-16）.
8. ↑  . 高梁市城鎮發展課. 2016-04-29  [2016-05-08]. （原始内容存档于2016-09-19）.
9. ↑  岡山縣統計年報
10. ↑  . 山陽新聞. 2017-02-04  [2017-02-15]. （原始内容存档于2017-02-16）.
11. ↑  .   [2020-04-20]. （原始内容存档于2020-11-30）.
12. ↑  . 山陽新聞. 2016-04-10  [2016-05-08]. （原始内容存档于2019-02-25）.

## 外部連結
- 備中高梁｜車站資訊：JR出門網 - 西日本旅客鐵道